# Saito Yosuke
Yosuke Saito (sinh ngày 7 tháng 4 năm 1988) là một cầu thủ bóng đá người Nhật Bản.

## Sự nghiệp câu lạc bộ
Yosuke Saito đã từng chơi cho Yokohama F. Marinos.